# Göteborgs porslinsfabrik
Göteborgs Porslinsfabrik grundades 1898 på Hisingen i Göteborg av Simon Swartz.

## Historia

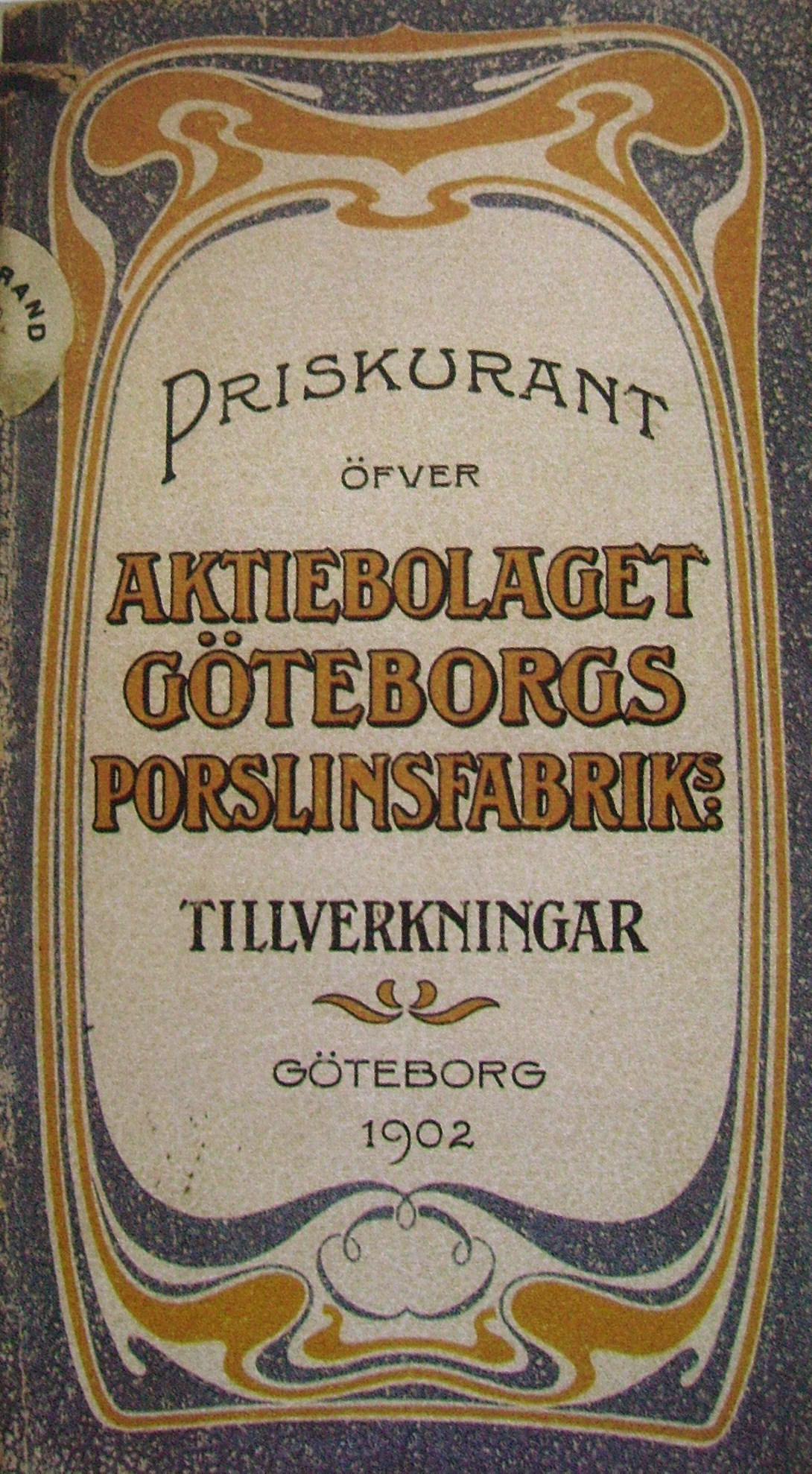
Prislista från Göteborgs Porslinsfabrik 1902.

Göteborgs Porslinsfabrik tillverkade serviser, tvättuppsatser, ytterkrukor och hushållsporslin under perioden 1898–1925. Sexton år efter starten, 1914, köptes fabriken av Rörstrands Porslinsfabrik. Dock fortsatte man att stämpla med Göteborgs-stämpel fram till 1926. Det året flyttade Rörstrand hela sin tillverkning till Göteborg. Man övergick då till att stämpla med Rörstrandstämpel. Från och med 1936 började man successivt lägga över produktionen till Rörstrands dotterfabrik i Lidköping. År 1941 stängdes fabriken på Hisingen.
Ett par kända formgivare var Ch. Andreasen och Gustaf Eriksson under perioderna 1901–25 respektive 1905–20. Arvid Bergström, svåger till fabrikens grundare, var dekormålare som bland andra ritade dekoren på Arvid Blå. Icke desto mindre var Grön Anna bästsäljaren från starten. Grön Anna har aldrig tillverkats vid Rörstrandsfabriken i Stockholm. Från 1926 började man förse Grön Anna med Rörstrandstämpeln.
Göteborgs Porslinsfabrik var känd för sitt julporslin.

### Tiden efter porslinstillverkningen
1941-1985 återanvändes denna fabriksbyggnad. Disponent Berg fick enligt ett avtal med AB Rörstrand i uppdrag att hyra ut lokalerna. Exempel på användningsområden som de tomma lokalerna utnyttjades till:
- Mölnlycke Väfveri AB, lagerlokal för bomull, celluid och dylikt, kontrakt 1/10 1940 - 30/9 1941
- Göteborgs Vattenverk, lagerlokal för trämodeller, kontrakt från 1/4 1941
- Ing. Anders Ericsson, sandblästrings-metalleringsverkstad, kontrakt 1/9 1941 - 1/10 1943
- Br. Ameln, lagring av sill

Sommaren 1943 flyttade Levin från sina gamla lokaler vid N. Larmgatan till porslinsfabriken. Anledningen till flyttningen av tillverkningen var att lokalerna vid N. Larmgatan inte medgav  ytterligare utvidgning. När överflyttningen av gitarr- och mandolintillverkningen skedde utökades personalen till 70 man och en golvyta på 1800 kvm. Lokalerna var moderna och nyinredda. Innan Levin övertog lokalerna hade Gammelstadens syfabrik haft sin verksamhet förlagd till fabriken i två år. Många av arbetarna flyttade med Levins till Lundby och bosatte sig i stadsdelen. Kommunikationerna var inte de bästa varför det för många inte gavs andra alternativ än att bosätta sig i arbetarstadsdelens landshövdingehus. Arbetet på Levins gitarrfabrik var ett hantverksarbete och arbetet gick från en generation till en annan.
Under 2000-talet har nya bostäder byggts i området. Bland annat har ett höghus på 16 våningar byggts 2013.

## Exempel på serier
- Anna
- Grön Anna
- Göta Original
- Ingeborg
- Siska
- Tärna Original
- Vasa Original